# Laura Iuorio
Laura Iuorio (Cuneo, 2 maggio 1968 – Milano, 21 aprile 2017) è stata una scrittrice italiana di fantascienza e fantasy.

## Biografia
Nata a Cuneo, visse per anni a Milano, dove si laureò in Lingue e Letterature Straniere Moderne. Esordisce nel 2001 con il noir di fantascienza Il sicario, ristampato nel 2004 e attualmente edito da Fanucci, vincitore del premio Solaria 2000 e finalista al Desenzano Giovani. Sempre per l'editore Fanucci ha pubblicato il romanzo Il destino degli Eldowin, primo di una saga fantasy, seguito nel 2009 dal secondo volume: La leggenda degli Eldowin
. Nello stesso anno esce una nuova ristampa de Il sicario in versione riveduta e corretta e due seguiti con medesimo protagonista, La caccia e Nel profondo: i tre romanzi sono pubblicati in un unico volume dal titolo Trilogia del sicario. La serie degli Eldowin viene conclusa nel 2013 con la pubblicazione del romanzo Il sigillo degli Eldowin, edito come ebook su piattaforma Amazon.
È stata finalista al Premio Euroclub Linus Baldini&Castoldi 2001-2002 sul tema "l'amore" con i romanzi L'attesa e Dieci passi. Ha vinto il primo premio al concorso di narrativa rosa Grand Hotel con il romanzo L'autunno di Claudia, pubblicato a puntate sulla rivista fra agosto e settembre 1998 e in seguito ripubblicato in formato eBook. È stata segnalata in due edizioni del Premio Lovecraft di letteratura fantastica con i racconti Contrappasso e Il Dono. Ha vinto il secondo e terzo premio alle edizioni '96 e '97 del Concorso Nazionale di Letteratura Fantastica Cristalli Sognanti, rispettivamente con i racconti Ariel e Ricerche di Mercato. Nel '96 è stata finalista anche con Il lungo sonno. Ha pubblicato il saggio Una scrittrice in ascolto: Daphne du Maurier e la famiglia Brontë sulla rivista ACME dell'Università degli Studi di Milano.
È una delle prime autrici italiane a scegliere anche la pubblicazione via eBook, vista la crescente diffusione del formato elettronico e, nel 2012, pubblica la raccolta di racconti di fantascienza Schiavi e Androidi edita da dbooks.it, seguita dai romanzi Tutto per Lei, disponibile anche in lingua inglese col titolo Because of Her, dalla riedizione di L'autunno di Claudia e da altri romanzi pubblicati tramite la piattaforma Amazon Kindle.
Nel 2015 esce il romanzo Sono ancora qui sul tema del cyberbullismo, edito da EL Edizioni, del gruppo Einaudi e contemporaneamente continua il sodalizio con la casa editrice Fanucci, pubblicando nello stesso anno L'ultima generazione, romanzo di fantascienza young adult disponibile sia in versione cartacea che in e-book.
Appassionata ed esperta di telefilm, scrisse numerose fanfiction e articoli sull'argomento, tra i quali si distinguono quelli pubblicati dal mensile Class.
Si occupò della rassegne stampa di telegiornali, oltre a scrivere articoli, romanzi e racconti.
È scomparsa nel 2017 all'età di 48 anni a seguito di un problema cardiaco.

## Opere
- Il sicario - ed. Fanucci 2001 - ISBN 88-347-1020-7
- Trilogia del sicario - ed. Fanucci 2009 - ISBN 88-347-1486-5
  - Il sicario
  - La caccia
  - Nel profondo
- Il destino degli Eldowin - ed. Fanucci 2007 - ISBN 88-347-1336-2
- La leggenda degli Eldowin - ed. Fanucci 2009 - ISBN 88-347-1557-8
- Il sigillo degli Eldowin - ed. Amazon 2013 - ASIN B00DPXSM0E
- Sono ancora qui - EL Edizioni 2015 - EAN 9788847732759
- L'ultima generazione - ed. Fanucci 2015